# Lobaye (prefektur)
Lobaye (franska) eller Lobâye (sango) är en prefektur i Centralafrikanska republiken. Den ligger i den sydvästra delen av landet, 100 km väster om huvudstaden Bangui. Antalet invånare var 246 875 vid folkräkningen 2003. Arean är 19 235 kvadratkilometer. Lobaye gränsar till prefekturerna Sangha-Mbaéré, Mambéré, Ombella-Mpoko och Bangui, samt till Kongo-Kinshasa och Kongo-Brazzaville.
Lobaye delas sedan 2021 in i underprefekturerna:
- Boda
- Boganangone
- Boganda
- Mbaïki
- Moboma-Loko
- Mongoumba